# Giải bóng đá nữ vô địch quốc gia 2005
Giải bóng đá nữ vô địch quốc gia 2005 có tên gọi chính thức là Giải bóng đá nữ vô địch Quốc gia - Cúp Agribank 2005 là mùa giải thứ 8 của Giải bóng đá nữ vô địch quốc gia do VFF tổ chức và Ngân hàng Agribank tài trợ. Lượt đi sẽ diễn ra từ ngày 23/7 đến 7/8/2005 trên các Sân vận động Hà Đông và Bảo Long. Lượt về sẽ thi đấu trên 2 Sân vân động Cửa Ông và Cẩm Phả (Quảng Ninh) từ ngày 13/8 đến 28/8/2005. Tham dự giải năm nay có 6 đội: Hà Nội, Hà Tây, Hà Nam, Than Cửa Ông, Thái Nguyên và TPHCM.

## Cách tính điểm, xếp hạng
- Đội thắng: 3 điểm
- Đội hoà: 1 điểm
- Đội thua: 0 điểm

Tính tổng số điểm của các Đội đạt được để xếp thứ hạng.
- Nếu có từ 2 đội trở lên bằng điểm nhau, trước hết sẽ tính kết quả các trận đấu giữa các đội đó với nhau theo thứ tự: số điểm; hiệu số bàn thắng-bàn thua; số bàn thắng. Nếu các chỉ số này vẫn bằng nhau thì tiếp tục xét các chỉ số của toàn bộ các trận đấu trong giải theo thứ tự: Hiệu số của tổng số bàn thắng- tổng số bàn thua; tổng số bàn thắng. Nếu vẫn bằng nhau sẽ tổ chức bốc thăm để xác định đội xếp trên..[3]

## Giải thưởng
Đội Vô địch 60 triệu đồng
- Đội thứ Nhì 40 triệu đồng
- Đội thứ Ba 20 triệu đồng
- Đội đoạt giải phong cách: 10 triệu đồng
- Cầu thủ Xuất sắc nhất giải 5 triệu đồng
- Thủ môn Xuất sắc nhất giải 3 triệu đồng
- Cầu thủ ghi nhiều bàn thắng nhất 3 triệu đồng.[3]

## Lịch thi đấu và kết quả
| Ngày (Lượt đi) | Sân      | Kết quả | Đội 1       | - | Đội 2        | Kết quả | Ngày (Lượt về) | Sân     |
| 23/7           | Hà Đông  | 3-1     | Hà Tây      | - | Than Cửa Ông | 0-0     | 13/8           | Cửa Ông |
| 24/7           | Hà Đông  | 0-3     | TPHCM       | - | Hà Nam       | 1-0     | 14/8           | Cửa Ông |
| 24/7           | Bảo Long | 3-1     | Hà Nội      | - | Thái Nguyên  | 5-2     | 14/8           | Cẩm Phả |
| 27/7           | Hà Đông  | 0-3     | Hà Nam      | - | Hà Tây       | 1-1     | 17/8           | Cẩm Phả |
| 27/7           | Bảo Long | 0-2     | Hà Nội      | - | TPHCM        | 0-2     | 17/8           | Cửa Ông |
| 28/7           | Hà Đông  | 2-1     | Than C.Ô    | - | Thái Nguyên  | 5-2     | 18/8           | Cửa Ông |
| 30/7           | Hà Đông  | 1-1     | Hà Nam      | - | Hà Nội       | 0-0     | 20/8           | Cửa Ông |
| 31/7           | Hà Đông  | 0-3     | Thái Nguyên | - | Hà Tây       | 0-6     | 21/8           | Cẩm Phả |
| 31/7           | Bảo Long | 3-0     | TPHCM       | - | Than C.Ô     | 0-2     | 21/8           | Cửa Ông |
| 3/8            | Hà Đông  | 0-2     | Thái Nguyên | - | TPHCM        | 1-2     | 24/8           | Cẩm Phả |
| 3/8            | Bảo Long | 0-2     | Than C.Ô    | - | Hà Nam       | 1-1     | 24/8           | Cửa Ông |
| 4/8            | Hà Đông  | 1-0     | Hà Tây      | - | Hà Nội       | 0-0     | 25/8           | Cửa Ông |
| 6/8            | Hà Đông  | 3-0     | Hà Nam      | - | Thái Nguyên  | 7-0     | 27/8           | Cửa Ông |
| 7/8            | Hà Đông  | 2-2     | TPHCM       | - | Hà Tây       | 2-1     | 28/8           | Cẩm Phả |
| 7/8            | Bảo Long | 3-2     | Hà Nội      | - | Than C.Ô     | 1-1     | 28/8           | Cửa Ông |

## Bảng xếp hạng
| Vị trí | Đội bóng     | Trận | Thắng | Hòa | Thua | Hiệu số | Điểm số |
| 1      | TPHCM        | 10   | 7     | 1   | 2    | 16-9    | 22      |
| 2      | Hà Tây       | 10   | 5     | 4   | 1    | 20-6    | 19      |
| 3      | Hà Nam       | 10   | 4     | 4   | 2    | 18-7    | 16      |
| 4      | Hà Nôi       | 10   | 3     | 4   | 3    | 13-12   | 13      |
| 5      | Than Cua Ông | 10   | 3     | 3   | 4    | 14-16   | 12      |
| 6      | Thái Nguyên  | 10   | 0     | 0   | 10   | 7-38    | 0       |

## Tốp ghi bàn
| Số bàn thắng | Tên cầu thủ - số áo   | Đội bóng     |
| 8            | Nguyễn Thị Thành (11) | Hà Tây       |
| 7            | Đỗ Hồng Tiến (9)      | TP HCM       |
| 7            | Nguyễn Thị Hương (10) | Hà Nam       |
| 5            | Vũ Thị Lành (11)      | Hà Nam       |
| 4            | Vũ Thị Ánh (3)        | Hà Nam       |
| 4            | Lê Thị Oanh (15)      | Hà Tây       |
| 4            | Lê Thị Hồng Nga (20)  | TP HCM       |
| 4            | Đỗ Ngọc Châm (8)      | Hà Nội       |
| 4            | Đoàn Kim Chi (14)     | TPHCM        |
| 3            | Nguyễn Kim Tiến (9)   | Hà Nội       |
| 3            | Huyền Linh (3)        | Hà Nội       |
| 3            | Nguyễn Thị Hải (14)   | Than Cửa Ông |

## Tổng kết mùa giải
- Đội xếp thứ Nhất: TPHCM
- Đội thứ Nhì: Hà Tây
- Đội thứ Ba: Hà Nam
- Đội đoạt Giải phong cách: Than Cửa Ông
- Cầu thủ xuất sắc nhất giải: Nguyễn Thị Hương (10- Hà Nam)
- Thủ môn xuất sắc nhất giải: Đỗ Thu Trang (1-Hà Tây)
- Cầu thủ ghi nhiều bàn thắng nhất: Nguyễn Thị Thành (11-Hà Tây) 8 bàn
- Cầu thủ ghi bàn nhanh nhất: Trần Thị Mẽ (8) của Hà Nam trong trận thắng 3-0 trước Thái Nguyên vào ngày 6 tháng 8 năm 2005.
- Cầu thủ bị thẻ đỏ duy nhất: Lê Thị Oanh (15) của Hà Tây trong trận thắng 3-0 trước Thái Nguyên vào ngày 31 tháng 7 năm 2005.
- Trận đấu có tỷ số cách biệt lớn nhất: Hà Nam thắng Thái Nguyên với tỷ số 7-0 vào ngày 27 tháng 8 năm 2005.
- Trận đấu có số bàn thắng nhiều nhất: Hà Nam thắng Thái Nguyên với tỷ số 7-0 vào ngày 27 tháng 8 năm 2005; Hà Nội thắng Thái Nguyên với tỷ số 5-2 vào ngày 14 tháng 8 năm 2005; Than Cửa ông thắng Thái Nguyên với tỷ số 5-2 vào ngày 18 tháng 8 năm 2005.
- Thái Nguyên là đội bóng để thủng lưới nhiều nhất với 38 và ghi bàn thắng ít nhất chỉ 7 bàn.

| Vòng đấu  | Số trận |    | Tỷ lệ | Thẻ vàng | Tỷ lệ | Thẻ đỏ | Tỷ lệ | Số khán giả | Tỷ lệ |
| 1         | 3       | 11 | 3,66  | 6        | 2,00  | 0      | 0     | 3.500       | 1.117 |
| 2         | 3       | 8  | 2,66  | 9        | 3,00  | 0      | 0     | 4.500       | 1.500 |
| 3         | 3       | 8  | 2,66  | 6        | 2,00  | 1      | 0,33  | 4.200       | 1.400 |
| 4         | 3       | 5  | 1,66  | 5        | 1,66  | 0      | 0     | 2.100       | 700   |
| 5         | 3       | 12 | 4,00  | 7        | 2,33  | 0      | 0     | 7.000       | 2.333 |
| 6         | 3       | 8  | 2,66  | 5        | 1,66  | 0      | 0     | 5.000       | 1.733 |
| 7         | 3       | 11 | 3,66  | 2        | 0,66  | 0      | 0     | 4.800       | 1.600 |
| 8         | 3       | 8  | 2,66  | 4        | 1,33  | 0      | 0     | 4.800       | 1.600 |
| 9         | 3       | 5  | 1,66  | 3        | 1,00  | 0      | 0     | 6.000       | 2.000 |
| 10        | 3       | 12 | 4,00  | 4        | 1,33  | 0      | 0     | 5.000       | 1.666 |
| Tổng cộng | 30      | 88 | 2,93  | 51       | 1,70  | 1      | 0,33  | 46.900      | 1.563 |

## Truyền hình trực tiếp
Đài THVN (VTV3) và Truyền hình Cáp Việt Nam (VCVT3) đã truyền hình trực tiếp 11/30 trận đấu của giải.